# SYML
Brian Fennell (* 16. Januar 1983 in Issaquah, Washington) ist ein US-amerikanischer Singer-Songwriter, der unter dem Namen SYML auftritt. Bekannt wurde Fennell als Mitglied der Indie-Band Barcelona.

## Werdegang
Brian Fennell wuchs bei seinen Adoptiveltern in Seattle auf, seine leiblichen Eltern sind Waliser. Nach einem Studium der Musikpädagogik verwarf Fennell seine Pläne Musiklehrer zu werden und wurde 2005 Mitglied des Indie-Rock-Trio Barcelona. Bis 2016 veröffentlichte das Trio mehrere Alben und konnte Achtungserfolge erzielen. 
Unter dem Namen SYML, Walisisch für simpel, veröffentlichte er 2016 die EP Hurt for Me. Die 2017 veröffentlichte Ballade Where’s My Love entwickelte sich nach ihrer Verwendung in der 5. Staffel der Fernsehserie Teen Wolf zu einem Erfolg in Kanada und Belgien und wurde dort mit Gold ausgezeichnet. In den USA wurde Where’s My Love 2019 ebenfalls mit einer Goldenen Schallplatte ausgezeichnet, nachdem es sich 2018 in den Top-30 der Billboard-Hot Rock Songs platzieren konnte. Das Album SYML wurde 2019 veröffentlicht. 
Der Familienvater Brian Fennell lebt und arbeitet in Issaquah.

## Diskografie (Auswahl)

### Alben
- 2019: SYML
- 2023: The Day My Father Died
- 2025: Nobody Lives Here

### Singles & EPs
- 2016: Hurt for Me
- 2017: Mr. Sandman (Original: The Chordettes)
- 2017: Where’s My Love (#3 der deutschen Single-Trend-Charts am 7. Juni 2024[7] DE: Platin, UK: Platin, US: ×2Doppelplatin )
- 2018: Clean Eyes (#29 US-Alternative)
- 2018: In My Body
- 2018: Wildfire
- 2019: Meant to Stay Hid
- 2023: My Best Self

## Auszeichnungen für Musikverkäufe
| Goldene Schallplatte - Belgien - 2018: für die Single Where’s My Love - Dänemark - 2023: für die Single Where’s My Love - Kanada - 2022: für die Single Girl - Niederlande - 2023: für das Album SYML - 2024: für die Single Girl - Polen - 2019: für die Single Where’s My Love | Platin-Schallplatte - Italien - 2024: für die Single Where’s My Love - Kanada - 2018: für die Single Where’s My Love - Niederlande - 2019: für die Single Where’s My Love - Portugal - 2022: für die Single Where’s My Love - Spanien - 2024: für die Single Where’s My Love 2× Platin-Schallplatte - Australien - 2023: für die Single Where’s My Love Diamantene Schallplatte - Frankreich - 2024: für die Single Where’s My Love |

Anmerkung: Auszeichnungen in Ländern aus den Charttabellen bzw. Chartboxen sind in ebendiesen zu finden.
| Land/RegionAuszeichnungen für Musikverkäufe (Land/Region, Auszeichnungen, Verkäufe, Quellen) | Gold     | Platin       | Diamant  | Verkäufe  | Quellen             |
| -------------------------------------------------------------------------------------------- | -------- | ------------ | -------- | --------- | ------------------- |
| Australien (ARIA)                                                                            | —        | 2× Platin2   | —        | 140.000   | aria.com.au         |
| Belgien (BRMA)                                                                               | Gold1    | —            | —        | 15.000    | ultratop.be         |
| Dänemark (IFPI)                                                                              | Gold1    | —            | —        | 45.000    | ifpi.dk             |
| Deutschland (BVMI)                                                                           | —        | Platin1      | —        | 600.000   | musikindustrie.de   |
| Frankreich (SNEP)                                                                            | —        | —            | Diamant1 | 333.333   | snepmusique.com     |
| Italien (FIMI)                                                                               | —        | Platin1      | —        | 100.000   | fimi.it             |
| Kanada (MC)                                                                                  | Gold1    | Platin1      | —        | 120.000   | musiccanada.com     |
| Niederlande (NVPI)                                                                           | 2× Gold2 | Platin1      | —        | 145.000   | nvpi.nl             |
| Polen (ZPAV)                                                                                 | Gold1    | —            | —        | 10.000    | olis.pl             |
| Portugal (AFP)                                                                               | —        | Platin1      | —        | 10.000    | Einzelnachweise     |
| Spanien (Promusicae)                                                                         | —        | Platin1      | —        | 60.000    | elportaldemusica.es |
| Vereinigte Staaten (RIAA)                                                                    | —        | 2× Platin2   | —        | 2.000.000 | riaa.com            |
| Vereinigtes Königreich (BPI)                                                                 | —        | Platin1      | —        | 600.000   | bpi.co.uk           |
| Insgesamt                                                                                    | 6× Gold6 | 11× Platin11 | Diamant1 |           |                     |